# Just In Love
«Just In Love» es una canción interpretada por el cantante Joe Jonas. La canción fue escrita por Jonas y James Fauntleroy y producida por Rob Knox. Es el segundo sencillo de su álbum debut Fastlife. La canción fue lanzada como sencillo el 13 de septiembre de 2011 por Hollywood Records. La canción recibió comentarios mixtos por parte de los críticos. 

## Antecedentes
La canción fue escrita por Joe Jonas y James Fauntleroy, con la producción de Rob Knox.
«Just In Love» esta, según Joe, inspirada en una chica con la que él no puede expresar claramente sus verdaderas intenciones. En el coro, el canta: «Just running from the truth/ That I'm scared of losing you/ You are worth too much to lose/ Baby, even if you're still confused/ Girl I'm just in love with you» —en español: Así que va desde la verdad/ que tengo miedo de perderte/ Tú vales mucho como para perderte/ cariño, incluso si todavía estás confundida / Chica, yo estoy enamorado de ti—.
Joe comentó lo siguiente sobre el lanzamiento de la canción:

Estoy muy feliz por enseñarles mi nuevo sencillo «Just In Love». Es una canción que escribí cuando estuve en una relación con alguien. Ella quería discutir conmigo y todo lo que podía decirle era «Escucha, te amo, pero no tenemos por qué pasar todo esto». Por eso llamé a la canción así.
Joe Jonas

## Vídeo musical
El vídeo musical de la canción fue estrenado el 12 de septiembre de 2011 y fue dirigido por Jaci Judelson.

### Trama
En el vídeo se puede ver a Joe con una chica en hermosas ciudades de Francia, se les puede ver paseando por las calles o en lancha, estando en la bañera o en la cama besándose. El vídeo finaliza con Joe mirando hacia atrás y posteriormente yéndose caminando por la oscuridad de la noche.